# Château de Rashkan
Le Château de Rashkan (persan : دژ رشکان) est un château de la ville de Ray, en Iran, construit par les Empire parthe (-247 – -224).